# Aschentonne (Einheit)
Aschentonne war ein deutsches Volumenmaß in den Hüttenwerken. Es diente zum Messen der Asche.
- 1 Aschentonne ≈ ½ Scheffel (regional)